# إيفان كاتالينيتش
إيفان كاتالينيتش (بالكرواتية: Ivan Katalinić)‏ (مواليد 17 مايو 1951) مدرب كرة قدم كرواتي وحارس مرمى هايدوك سبليت وساوثهامبتون السابق. يتولى حاليا تدريب نادي يدينستفو بيخاتش الذي ينافس في دوري الدرجة الثانية البوسني. كان عضو في الجيل الذهبي لنادي هايدوك سبليت الشهير في عقد 1970 حيث حقق أربع بطولات دوري وخمسة بطولات كؤوس متتالية.
في أوائل عام 1980 انتقل إلى ساوثهامبتون حيث مكث لمدة ثلاثة مواسم ونصف. بعد عودته من إنجلترا انضم كاتالينيتش مرة أخرى إلى هايدوك سبليت حيث أصبح أيضا جزءا من الجهاز الفني للفريق والحارس الثالث في موسم 1983-84.
حتى الآن فقد قاد كاتالينيتش سبعة عشر نادي في مسيرته التدريبية. استطاع تحقيق النجاح مع هايدوك سبليت من 1993 إلى 1995. حقق بطولتي دوري وبطولتي كأس كرواتيا وبطولة واحدة لكأس السوبر. كان موسم 1994-1995 الأكثر نجاحا في تاريخ هايدوك سبليت. إلى جانب الفوز ببطولتي الدوري والكأس فقد وصل الفريق إلى الدور ربع النهائي في دوري ابطال أوروبا.
كحارس مرمى شارك كاتالينيتش في ثلاثة عشر مباراة دولية مع منتخب يوغوسلافيا. أولى مبارياته الدولية أقيمت في 30 يناير 1977 عندما تغلبت يوغسلافيا على كولومبيا 1-0 في ملعب إل كامبين في بوغوتا بينما شارك في آخر مباراة دولية في روما في 18 مايو 1978 أمام إيطاليا في ملعب أولمبيكو حيث انتهت بالتعادل السلبي بدون أهداف. من 1996 إلى 2002 كان جزءا من الجهاز الفني للمنتخب الكرواتي الذي حل ثالثا وحصل على الميدالية البرونزية في كأس العالم لكرة القدم 1998 في فرنسا.

## السيرة لاعبا
على الرغم من توقيع كاتالينيتش على أول عقد احترافي له مع هايدوك سبليت في صيف عام 1970 إلا أنه انتظر أكثر من عام للمشاركة في اللعب للمرة الأولى. في 29 سبتمبر 1971 شارك كبديل للمصاب رادومير فوكسيفيتش في مباراة إياب الدور الأول من دوري أبطال أوروبا في سبليت ضد نادي فالنسيا. في ظل منافسة شرسة لم يصبح كاتالينيتش الحارس الأول إلا في عام 1975. احتفظ بمركزه الأساسي في التشكيلة لمدة موسمين حتى خسره بسبب الخدمة العسكرية الإلزامية. بعد عودته من الجيش في مايو 1979 لعب كاتالينيتش مباراة واحدة فقط بالإضافة إلى ثلاث مباريات أخرى في بداية الموسم التالي. الانتقال للعب خارج يوغوسلافيا كان على وشك الحدوث. بعد التجارب مع ويست بروميتش ألبيون وديربي كاونتي فإن فشل في الحصول على تصريح عمل ولكن الأمور انفرجت مع ساوثامبتون.
بعد التوقيع على عقد مدته أربع سنوات مع ساوثامبتون في فبراير 1980 أصبح كاتالينيتش أول لاعب كرواتي يحترف في دوري الدرجة الأولى الإنجليزي (المعروف اليوم باسم الدوري الإنجليزي الممتاز). حتى الآن فقد بقي الحارس الكرواتي الوحيد الذي لعب في دوري الدرجة الأولى. خلال العامين والنصف المقبلين لعب 54 مباراة مع ساوثامبتون في جميع المسابقات. في موسم 1982-83 وقع ساوثامبتون عقد مع حارس المرمى الدولي الإنجليزي بيتر شيلتون ونتيجة لذلك فقد جلس كاتالينيتش على مقاعد الاحتياط. بعد إلغاء عقده مع ساوثامبتون في صيف عام 1983 فقد عاد كاتالينيتش إلى نادي هايدوك سبليت حارسا ثالثا ومساعدا للمدرب.

## السيرة مدربا
بعد عشر سنوات من العمل مساعدا للمدرب ففي مارس 1993 تم تعيين كاتالينيتش مدربا للفريق. بعد شهرين حقق هايدوك سبليت كأس كرواتيا بعدما تغلب في المباراة النهائية على المنافس الكبير نادي دينامو زغرب. في الموسم التالي 1994-1995 حقق هايدوك سبليت ثنائية الدوري والكأس بالإضافة إلى الوصول إلى الدور الربع النهائي من بطولة دوري أبطال أوروبا حيث خسر من أياكس أمستردام الهولندي الذي توج لاحقا باللقب. في الموسم التالي فشل هايدوك سبليت في التأهل لدوري أبطال أوروبا بعد خسارته من باناثينايكوس اليوناني. بعد شهرين استقال كاتالينيتش بعد خروج الفريق من بطولة كأس كرواتيا. في موسم 1996-1997 حصل على أول وظيفة له في الخارج عندما وقع عقد لمدة سنة واحدة مع فريق هبوعيل حيفا الإسرائيلي. عاد إلى كرواتيا حيث تولى تدريب نادي زادار حيث حل الفريق سادسا في بطولة الدوري.
في القرن الجديد فشل كاتالينيتش مرتين في التأهل إلى دوري أبطال أوروبا. المرة الأولى مع نادي زغرب في عام 2002 حيث خسر من زالايغيرزيغي تورنا إغيليت المجري وبعد عامين تقريبا خرج على يد نادي شيلبورن الإيرلندي. درب نادي رييكا لكرة القدم في مناسبتين حيث أنقذهم من الهبوط في فترته الأولى مع النادي. ومع ذلك فإنه لم يتمكن من انقاذ نادي ميتالوره زابورجيا الأوكراني من الهبوط. بعد خمس سنوات من التدريب في الخارج (البحرين وألبانيا والمجر والبوسنة والهرسك) ففي صيف عام 2009 فاجأ كاتالينيتش الكثيرين بانتقاله إلى نادي الدرجة الثالثة الكرواتي دوغوبولي.
قاد كاتالينيتش دوغوبولي للصعود إلى الدرجة الثانية للمرة الأولى في تاريخ النادي. في يونيو 2010 عاد للتدريب في دوري الدرجة الأولى بالتوقيع مع نادي سبليت. قاد سبليت لتحقيق المركز الثالث في موسم 2010-11 وبالتالي التأهل للمرة الأولى للمشاركة في الموسم التالي في المسابقات الأوروبية. بعد تخطي دومدجالي السلوفيني في الدور التمهيدي الثاني من دوري أوروبا 2011–12 فقد خسر في الدور التالي من نادي فولهام الإنجليزي. في أغسطس 2011 أقيل من منصبه بسبب عدم رضا إدارة النادي عن النتائج التي تحققت في بداية الموسم. في سبتمبر 2012 عين كاتالينيتش مدربا لفريق غوزك غابيلا البوسني للمرة الثانية. في مايو 2013 أصبح مدرب سلافين بيلوبو الكرواتي.

## الإنجازات

### لاعبا

#### هايدوك سبليت
- الدرجة الأولى (4): 1970-71، 1973-74، 1974-75، 1978-79
- كأس يوغوسلافيا (5): 1972، 1973، 1974، 1975، 1976

### مدربا

#### هايدوك سبليت
- الدوري الكرواتي الممتاز (2): 1993-94، 1994-95
- كأس كرواتيا (2): 1993، 1995
- كأس السوبر الكرواتي (3): 1993، 1994، 2004

#### دوغوبولي
- الدرجة الثالثة (1): 2009-10

### الفردية
- جائزة مجلة تيمبو لأفضل حارس مرمى يوغوسلافي: 1975-1976
- جائزة أفضل لاعب في فريق هايدوك: 1976-1977
- جائزة القفاز الذهبي لصحيفة ديلي ستار لأفضل حارس مرمى في دوري الدرجة الأولى: شهر ديسمبر 1981
- مدرب العام في كرواتيا من قبل مجلة سوبر سبورت الأسبوعية الكرواتية: 1994، 1995
- مدرب العام في سبليت من قبل مدينة سبليت: 1994، 1995
- جائزة الدولة للرياضة - وسام كرواتيا برسيم في عام 1998.

## روابط خارجية
- إيفان كاتالينيتش على موقع قاعدة بيانات كرة القدم.إي يو (الإنجليزية)
- إيفان كاتالينيتش على موقع ناشيونال فوتبول تيمز (الإنجليزية)
- إيفان كاتالينيتش على موقع Soccerway.com (الإنجليزية)
- إيفان كاتالينيتش على موقع عالم كرة القدم.نت (الإنجليزية)